# إيهاب بسيسو
إيهاب بسيسو (ولد في 28 مايو 1978 في غزة) أكاديمي، وشاعر ومهندس معماري فلسطيني، كان المتحدث باسم حكومة رامي الحمد الله الثالثة، ثم لاحقًا عينه وزيرًا للثقافة في حكومته في الفترة 2015–2019. شغل رئيس المكتبة الوطنية الفلسطينية بين عامي 2019 و2021. تواترت أنباء عن إقالته عقب تعليقه على مقتل نزار بنات على يد الأجهزة الأمنية الفلسطينية في منشور على مواقع التواصل الاجتماعي، وذلك في إطار إسكات السلطة للإنتقادات والتظاهرات المنددة، بينما لم يصله كتاب إقالته في لغط وتخبط رافق القضية.

## النشأة والتحصيل العلمي
وُلد إيهاب ياسر عارف بسيسو في عام 1978، ونشأ في حي الرمال بمدينة غزة. تلقى كامل تعليمه المدرسي في مدينة غزة، ثم غادرها لدراسة الهندسة المعمارية في بريطانيا. بسيسو حاصل على درجة البكالوريوس في الهندسة المعمارية، ودرجتي الماجستير والدكتوراه في الإعلام الدولي من جامعة كارديف في ويلز.

## الحياة العملية
- عمل بعد تخرجه من الجامعة مهندسًا معماريًا في الإمارات. بعدما استكمل دراسة الماجستير والدكتوراه في الإعلام الدولي، عمل مستشارًا أكاديميًا ومدربًا إعلاميًا لعدد من المؤسسات الإعلامية العربية والدولية.[1] عمل محاضرًا في قسم الإعلام في جامعة بيرزيت، وشغل منصب رئيس دائرة إعلام جامعة بيرزيت.[5]
- عُين مديرًا لمركز الإعلام الحكومي، ومتحدثًا رسميًا باسم حكومة رامي الحمد الله الثالثة في يونيو 2014. لاحقًا عُين وزيرًا للثقافة في حكومة رامي الحمد الله الثالثة بعد التعديل الوزاري الثاني في ديسمبر 2015.[2]
- عُين في عام 2019، رئيسًا للمكتبة الوطنية الفلسطينية.[3]
- نائباً لرئيس جامعة دار الكلمة للاتصال والعلاقات الدولية عام 2021.[6]

## مؤلفات
- ديوانه الأول «نورس الفضاء الضيق» عام 2004[2]
- ديوانه الثاني «يحدث في ساعة الرمل» عام 2008.[2]
- ديوانه «كانك تراك » عام 2012.[7]
- مجموعتان شعريتان «حين سار الغريب على الماء» و«كن ضدك مرّتين» عام 2015.[2]
- ديوان «حكايات للغائبين» عام 2023.[8]

## أوسمة
في 28 سبتمبر 2022، منحه الرئيس الإيطالي وسام نجمة إيطاليا من درجة القائد.